# 莫爾湖
53°28′29″N 12°42′19″E / 53.47472°N 12.70528°E
莫爾湖（德語：Moorsee），是德國的湖泊，位於該國東北部，由梅克倫堡-前波美拉尼亞州負責管轄，處於梅克倫堡湖區縣，長0.5公里、寬0.5公里，面積0.16平方公里，海拔高度63米。